# Sojuz 3
Sojuz 3 byla první pilotovaná loď Sojuz po nehodě Sojuzu 1, při které zahynul kosmonaut Vladimir Komarov. V plánu bylo přiblížení a spojení s nepilotovanou lodí Sojuz 2, která byla vypuštěna o den dříve. Systémy automatického spojení byly několik týdnů předtím vyzkoušeny při společném letu Kosmos 212 a Kosmos 213. Při přípravě na tuto misi při havárii letadla zemřel Jurij Gagarin.

## Posádka
- Georgij Beregovoj (1)

(v závorkách je uveden dosavadní počet letů do vesmíru včetně této mise)

### Záložní posádka
- Vladimir Šatalov

## Start
Loď odstartovala 26. října 1968 z kosmodromu Bajkonur a pilotoval ji sovětský kosmonaut Georgij Beregovoj. V lodi byl sám. Byl to 25. let pilotované kosmické lodi z naší planety, desátý let ze SSSR.

## Průběh letu
Pozemní kontrola letu a automatický systém spojení lodí byly schopné dostat obě dvě lodě do vzdálenosti méně než 200 m předtím, než Beregovoj převzal kontrolu nad lodí, aby dokončil manévr. Byl však schopný se přiblížit jen na jeden metr a všechny tři pokusy o spojení i v dalších dnech selhaly. Při pokusech loď spotřebovala skoro všechno palivo a cíl mise byl zrušen. Jako pravděpodobná příčina byly označeny pilotní schopnosti kosmonauta. Mimo této operace se kosmonaut věnoval fotografování planety a pozorování okolí lodě. Dráha letu se pohybovala ve výši 177–241 km nad Zemí.
Kabina s kosmonautem přistála na padáku na území Kazašské SSR poblíž města Karagangy.